# 陶绪堂
陶绪堂，山东大学教授，主要从事光学晶体、半导体等方面的研究， 发表论文数百篇，中国教育部第五批“长江学者”特聘教授，曾获得教育部科学技术进步一等奖等奖项。

## 生平
1983年和1986年先后获得山东大学化学系学士、晶体材料国家重点实验室（师从蒋民华）硕士学位，1995年获得东京农工大学工学部博士学位。
1989年至今，期间曾任山东大学晶体材料国家重点实验室讲师、晶体材料研究所所长等职，1995至2002年在日本多个机构担任研究员。

## 学术兼职
中国硅酸盐学会、中国晶体学会理事, 中国硅酸盐学会晶体生长专业委员会、中国物理学会固体缺陷专业委员会副主任，第六、七届教育部科学技术委员会交叉学部委员等。